# Лячин, Геннадий Петрович
Генна́дий Петро́вич Ля́чин (1 января 1955, совхоз «Сарпинский» (ныне — посёлок Догзмакин) Сарпинский район Сталинградской области — 12 августа 2000, Баренцево море) — советский и российский военный моряк, командир подводной лодки «К-141» «Курск» (1996—2000), капитан 1-го ранга (19.10.1996), Герой Российской Федерации (26.08.2000, посмертно).

## Биография
Родился 1 января 1955 года в Сталинградской области в Сарпинском районе (ныне — Сарпинский район республики Калмыкия). В 1972 году окончил среднюю школу № 85 в Волгограде.
Служил на флоте с 1972 года. В 1977 году окончил Высшее военно-морское училище подводного плавания имени Ленинского комсомола. Служил на ракетных подводных лодках проекта 651 Северного флота: с августа 1977 — командир группы управления БЧ-2 на ПЛ Б-58, с декабря 1977 на той же должности на ПЛ Б-67, а с марта 1978 — на Б-478. С октября 1980 — командир БЧ-2 подводной лодки Б-478.
С октября 1984 года по октябрь 1986 года — старший помощник командира подводной лодки Б-77. В 1987 году окончил Высшие специальные офицерские классы ВМФ и был назначен на должность старшего помощника командира подводной лодки «Б-478».
В октябре 1988 года назначен командиром подводной лодки Б-304. В 1991 году в ходе сокращения 35-я дивизия, где служил Геннадий Лячин, была расформирована, а подводная лодка выведена из боевого состава флота.
В апреле 1991 года назначен старшим помощником командира подводной лодки К-119 «Воронеж» проекта 949А «Антей», экипаж которой формировался, а сама лодка строилась на стапелях в Северодвинске.
С сентября 1991 года по март 1993 года экипаж обучался в Учебном центре ВМФ в г. Обнинске.
До 1996 года экипаж подводной лодки К-119 «Воронеж» три года подряд объявлялся лучшим в 7-й дивизии 9-й эскадры подводных лодок Северного флота.
В феврале 1996 года «Воронеж» выходил на боевую службу в Северную Атлантику, где экипаж отрабатывал задачи вместе с возвращавшимся из Средиземного моря тяжелым авианесущим крейсером «Адмирал флота Советского Союза Кузнецов». В боевом походе старпом нёс командирскую вахту вместе с командиром подводного крейсера капитаном 1 ранга Ежовым, и тот был спокоен, когда Лячин его заменял. Однажды в штормовую погоду во время вахты Г. П. Лячина, в районе с очень интенсивным судоходством лодку выбросило на поверхность. Но капитан 2 ранга Лячин не растерялся, и пока командир добежал из третьего отсека до второго, старпом уже заполнил цистерны, погрузился и дал ход.
В том же 1996 году Геннадий Лячин назначен командиром «близнеца» «Воронежа» — атомного ракетного подводного крейсера К-141 «Курск», ему было присвоено звание капитана 1 ранга. На этом посту Г. П. Лячин фактически стал первым командиром новой российской океанской школы конца XX века. Именно ему было поручено вывести атомоход «Курск» после долгого перерыва на просторы Средиземноморья.
В 1999 году капитан 1 ранга Г. П. Лячин выводит «Курск» в средиземноморский боевой поход, перед этим выполнив на «отлично» ракетные стрельбы на приз Главкома ВМФ.
Поход АПРК «Курск» осуществлялся по замыслу и под управлением командующего СФ адмирала В. А. Попова, который дал ему следующую характеристику: «Командиру „Курска“ удалось полностью реализовать наш замысел. Корабль скрытно прорвался в Средиземное море через Гибралтар. Это был не прорыв, а песня!»
По сообщениям в прессе[где?] и данным[каким?] российского писателя-мариниста В. В. Шигина, внезапное появление в Средиземном море новейшего «убийцы авианосцев» вызвало панику в рядах 6-го флота США. К поискам «Курска» были привлечены противолодочные силы всех средиземноморских стран НАТО. Тем не менее, К-141 удалось скрытно уйти. Сразу несколько начальников, включая командующего противолодочной обороной Гибралтарской зоны,[кто?] лишаются своих должностей, а командир «Курска» был представлен в званию Героя России.

В ходе выполнения задач боевой службы в Средиземном море АПРК «Курск» действовал в условиях подавляющего превосходства противолодочных сил вероятного противника. Выполнял задачу по наблюдению за авианосными ударными многоцелевыми группировками противника. Осуществлял слежение за ними и производил попутный поиск АПЛ иностранных государств, сохраняя скрытность и боевую устойчивость. По итогам боевой службы 72 члена экипажа представлены к правительственным наградам. Капитан 1-го ранга Г. Лячин представлен к званию Героя России. АПРК «Курск» признан лучшей подводной лодкой СФ.
— 
По итогам соревнования за 1999 год АПРК «К-141» «Курск» был признан лучшим в 7-й дивизии. Пять его боевых частей — «отличные». 23 % членов экипажа — мастера военного дела. Остальные 77 % — специалисты 1-го и 2-го классов.
В последний год XX века капитан 1 ранга Г. П. Лячин готовит экипаж к новому дальнему походу в составе мощной группировки. Россия, после распада СССР, вновь готовилась вернуться в Средиземное море. 10 августа 2000 года командир «Курска» выводит подводный атомоход в море, на трёхдневные плановые учения.
12 августа 2000 года Г. П. Лячин и экипаж АПРК «Курск» погибли, согласно официально принятой версии, в результате взрыва торпеды в первом отсеке подводной лодки. По словам генерального прокурора  Владимира Устинова, Лячин находился, согласно штатному расписанию, во втором отсеке и погиб в первые секунды или минуты взрыва, «...когда взрыв немыслимой силы буквально сплющил первый отсек и вдавил его в переборку второго».

## Воинские звания
- Лейтенант (1977)
- Старший лейтенант (1979)
- Капитан-лейтенант (1981)
- Капитан 3-го ранга (1984)
- Капитан 2-го ранга (1987)
- Капитан 1-го ранга (19.10.1996)[9]

## Память
Указом Президента России от 26 августа 2000 года капитану 1 ранга Лячину Геннадию Петровичу «за мужество и героизм, проявленные при исполнении воинского долга», посмертно присвоено звание Героя Российской Федерации.
Посмертно удостоен звания «Почётный гражданин города Курска». Имя Геннадия Лячина носит средняя общеобразовательная школа № 85 города-героя Волгограда, в которой открыт музей в память о её бывшем выпускнике. 18 мая 2001 года на здании школы открыта мемориальная доска. В городе Элисте на стенде в Аллее Героев помещён бронзовый портрет Геннадия Лячина.
23 марта 2002 года Герой РФ, капитан 1 ранга Г. П. Лячин похоронен в мемориале, посвящённом гибели подводной лодки «Курск», на аллее героев Серафимовского кладбища Санкт-Петербурга вместе с тридцатью членами экипажа.